# Londonderry (comtat de Guernsey)

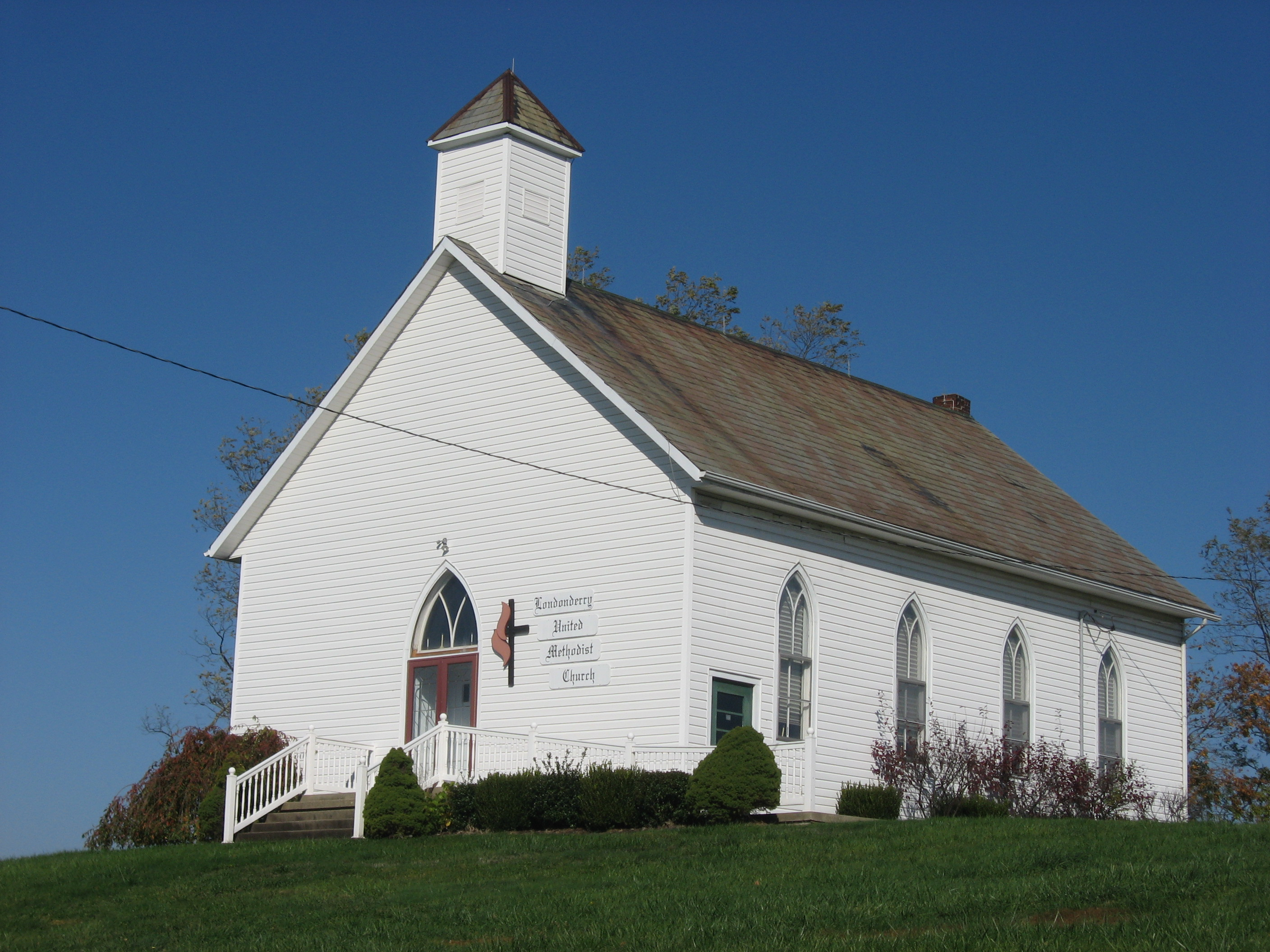
Església metodista

Londonderry és una comunitat no incorporada al township de Londonderry, al comtat de Guernsey (Ohio, Estats Units). Londonderry fou planejada el 1815 prenent el nom de Londonderry, a Irlanda del Nord. el 1819 s'hi obrí una oficina de correus que romangué en funcionament fins al 1907.